# Copperstain Ridge
Copperstain Ridge ist ein etwa 5 km langer Bergrücken im ostantarktischen Viktorialand. In den Bowers Mountains erstreckt er sich nordnordöstlich des Mount Freed.
Teilnehmer einer von 1967 bis 1968 durchgeführten Kampagne im Rahmen der New Zealand Geological Survey Antarctic Expedition benannten ihn nach den Kupferadern (englisch copperstain), die sie im Gestein vorfanden.